# Hamid Mir

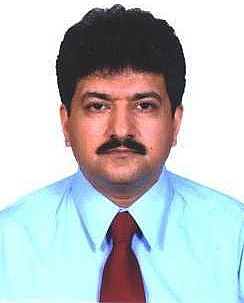
Hamid Mir

Hamid Mir är en pakistansk journalist, nyhetsankare, terrorismexpert och säkerhetsanalytiker. Han har avskedats två gånger, som ung reporter och som chefredaktör för Daily Pakistan, för artiklar om korruption bland pakistanska ledare. Han hjälpte till att grunda Daily Ausaf i Islamabad 1997, och har intervjuat Osama bin Laden. Sedan 2002 är han värd för Capital Talk på Geo TV. Han har mottagit flera internationella priser, men också mött trakasseri av poliser, blivit förbjuden av president Pervez Musharraf att vara i TV under fyra månader och har beskyllts för att sympatisera talibaner. Dock planterade talibaner en bomb i hans bil, efter att han försvarat Malala Yousafzai. Den 19 april 2014 besköts han flera gånger av personer på motorcyklar i utkanten av Karachi.